# Eldon Edwards
Eldon Lee Edwards, né le 8 juin 1909 en Géorgie et mort le 1er août 1960 à Atlanta (Géorgie) est un notable américain, investi au sein du Ku Klux Klan.

## Biographie
Eldon Edwards, originaire d’Atlanta en Géorgie, exerça d’abord le métier de peintre automobile avant de devenir une figure notable dans la reconstitution du Ku Klux Klan à partir de 1953. Selon l’historien Gary May, dans son ouvrage The Informant: The FBI, the Ku Klux Klan, and the Murder of Viola Liuzzo, Edwards acquit une certaine renommée à une période où le Klan se trouvait fragmenté en multiples groupes locaux. Prenant la succession de Samuel Roper, il fut élu chef du troisième Ku Klux Klan, instauré en 1946 à Stone Mountain par Samuel Green, continuateur du deuxième Klan. En 1955, Edwards établit une nouvelle organisation, les « US Klans, Knights of the Ku Klux Klan », qui rallia environ quinze mille membres dans neuf États du sud-est des États-Unis. À la fin des années 1950, il s’allia à Roy Elonza Davis, sorcier impérial des Chevaliers originaux du Ku Klux Klan et cofondateur du deuxième Klan, influent dans les États du sud-ouest. En 1958, Edwards désigna Davis Grand Dragon du Klan au Texas, dans une tentative de fusionner leurs organisations respectives.
Lors d'une entrevue accordée à Mike Wallace le 5 mai 1957, mentionnée dans l'ouvrage Entre toi et moi publié en 2006, Asa Earl Edwards fut interrogé sur ses positions racistes et les actes de violence perpétrés par le Ku Klux Klan. Edwards soutint devant Wallace que la ségrégation raciale était un précepte divin, étayant son propos par diverses citations bibliques. Il affirma avec véhémence que la séparation des races constituait un fondement essentiel du véritable christianisme et repoussa les doctrines des autres figures religieuses prônant l'intégration raciale,.
Edwards, atteint d’une affection cardiaque depuis de nombreuses années, succomba à une crise cardiaque à Atlanta le 1er août 1960. Lors de sa dernière apparition en public, il proclama : « Nous jouissons d’un droit plus légitime à nous organiser que les communistes ou la NAACP », ajoutant : « Nous, les Blancs, sommes les héritiers légitimes de cette nation et n’entendons pas la céder. » À la suite de son décès, l’organisation du Ku Klux Klan qu’il dirigeait se scinda, divers individus cherchant à en prendre la tête. Roy Davis, notamment, déclara aux journaux qu’il était le successeur légitime d’Edwards, affirmant avoir été désigné à cette fonction dès 1959,,.